# Juniperus pinchottii
Juniperus pinchottii é uma espécie de conífera da família Cupressaceae.
Pode ser encontrada nos seguintes países: México e nos Estados Unidos da América.